# Jakob Tuggener
Jakob Tuggener est un photographe, cinéaste et peintre suisse, né le 7 février 1904 et mort le 29 avril 1988 à Zurich.

## Biographie
Jakob Tuggener naît à Zurich en 1905 dans une famille protestante. Son père Jacob Arnold est lithographe. Sa mère Anna Barbara Sennhauser, s’occupe de la famille.

Maag Zahnräder AG.

En 1919, à quinze ans, Jakob Tuggener entre en apprentissage pour quatre années à l’usine d’engrenages Maag Zahnräder AG de Zurich. 
Son apprentissage terminé, Il est engagé en 1923 comme dessinateur industriel et découvre la photographie et le travail en chambre noire avec le photographe de l’entreprise. Mais il est licencié en 1930, à la suite de la crise économique. Il s’intéresse aussi au dessin, à la peinture et pratique l’aquarelle.

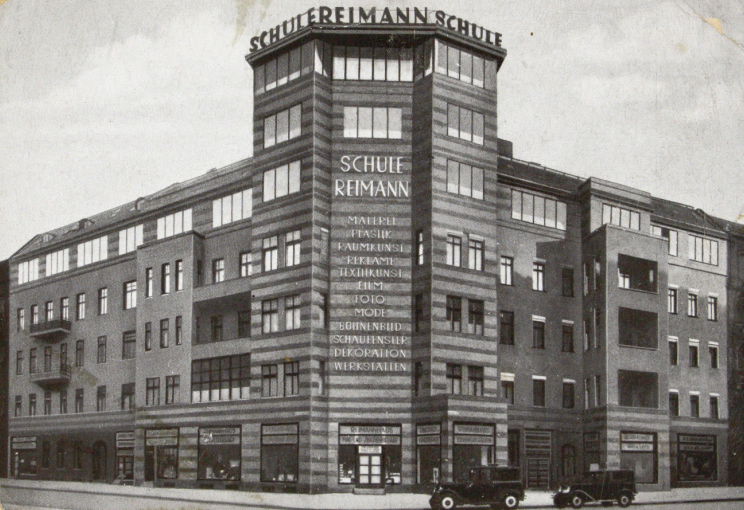
Reimann Schule, Berlin.

En 1930/1931, il part étudier le graphisme, la typographie, le dessin, la conception de vitrines et le cinéma à l'école Reimann de Berlin, qui est alors l’école privée d’art et d'artisanat la plus importante d’Allemagne. De retour à Zurich, il travaille comme photographe industriel indépendant. Dans l’usine de construction mécanique Maschinenfabrik Oerlikon (MFO), Hans Schindler le directeur, lui demande de réaliser des images plus personnelles que celle du photographe attiré de la société, pour illustrer le journal de l’entreprise Der Gleichrichter, (Le redresseur) afin de « réduire le fossé » entre les travailleurs, l’administration et la direction de l’usine.

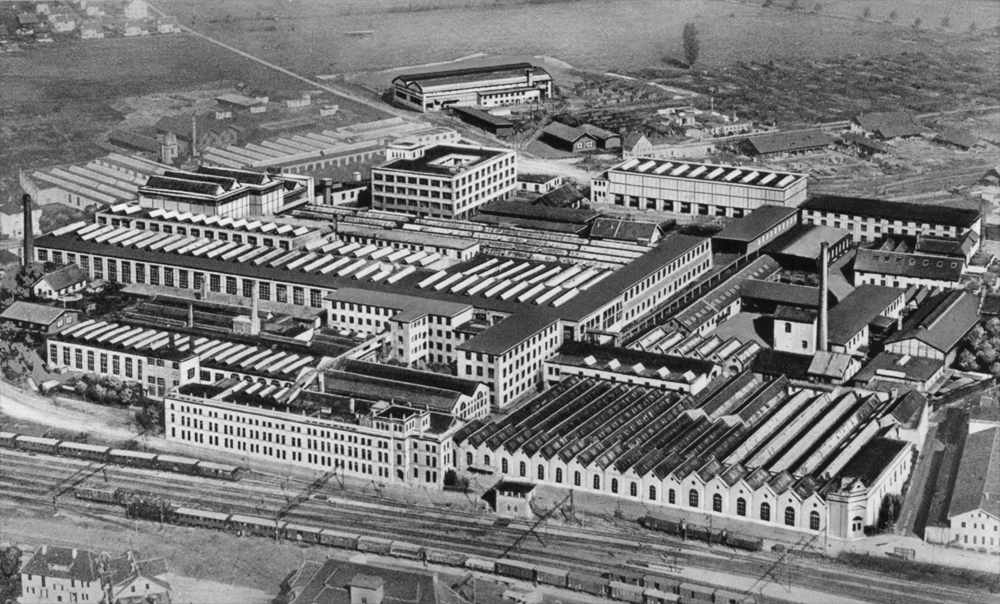
Maschinenfabrik Oerlikon (MFO) en 1930.

Dès 1934, il fait l’acquisition d’un Leica avec lequel il documente, « dans un noir et blanc surtout vertical », la vie de ses compatriotes, en se concentrant sur ses trois thèmes de prédilection : le travail à l’usine, la vie à la campagne et les bals dans les palaces.   
Le thème du bal l'inspire pendant deux décennies. II photographie, outre le bal de l'Opéra de Vienne, les grands bals de la noblesse suisse au Grand Hôtel Dolder et à l’Hôtel Baur au Lac de Zurich ainsi qu’au Palace Hôtel de Saint-Moritz. Dans les années 1930, il effectue un voyage en Bretagne.  
Il travaille peu pour la presse et vit de commandes de reportages et de la vente de ses tirages. Il habite dans un petit studio en entresol, avec une cuisine-labo et un lit à baldaquin, sur la Titlisstrasse à Zurich. 

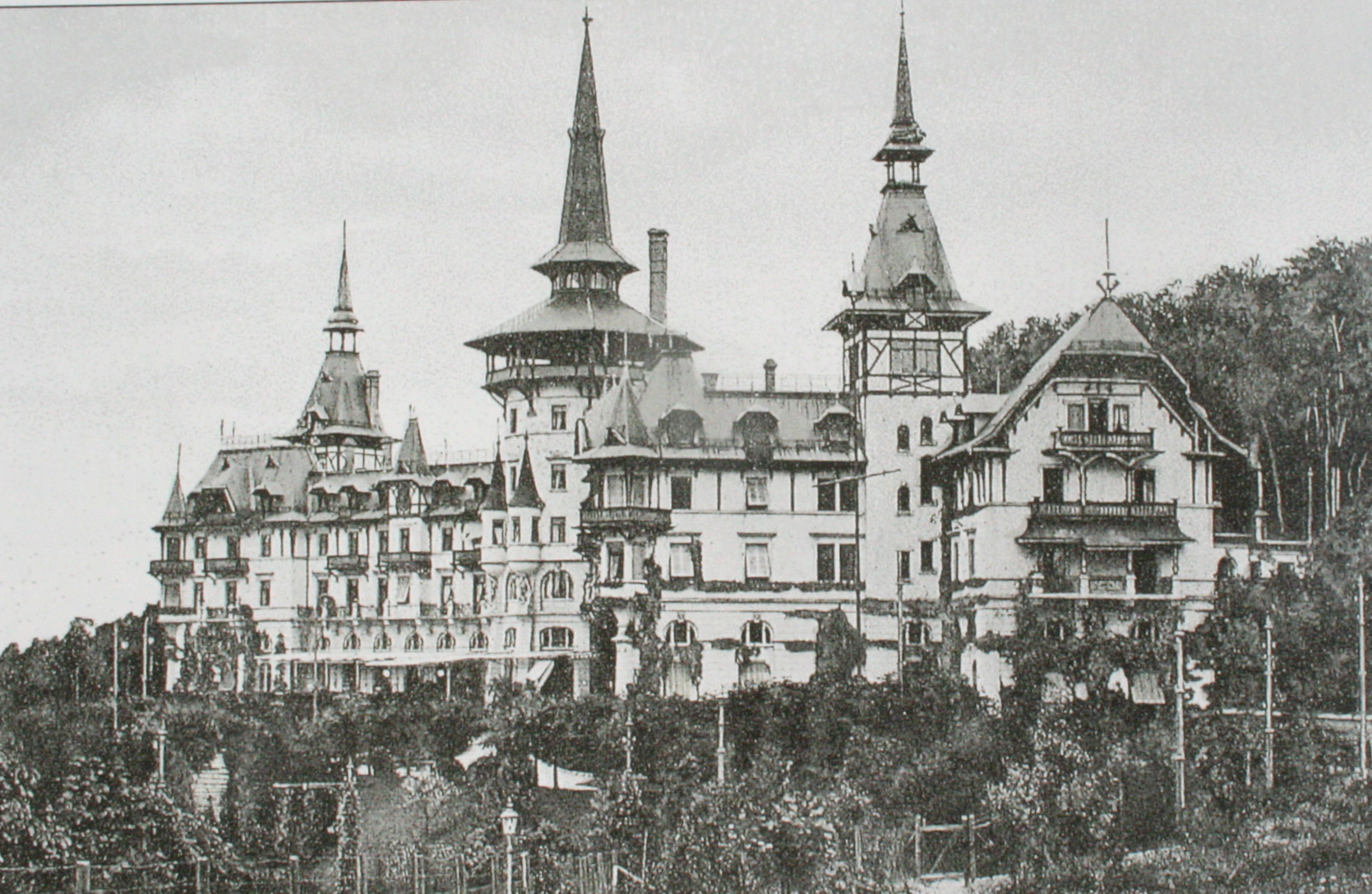
Grand Hotel Dolder en 1905.

Soixante-douze photographies, sélectionnées parmi celles réalisées chez Maschinenfabrik Oerlikon pour le Gleichrichter, sont publiées en 1943 dans un livre, Fabrik, qui est « un essai photographique unique en son genre sur la relation de l’homme et de la machine ». La couverture est réalisée par le graphiste Pierre Gauchat. Le livre est un échec et la moitié des exemplaires, invendus, sont bradés puis finalement mis au pilon.  
Ce sera son seul ouvrage édité, mais les maquettes de livres sont au cœur de son œuvre. Réalisées avec un grand soin à la main, elles contiennent jusqu'à 150 photos originales. Tuggener en a conçu une soixantaine dès le milieu des années 1930, mais il n'est jamais parvenu à les publier de son vivant. Douze maquettes originales, datant de 1936 à 1982, sont éditées en 2018 par l’éditeur allemand Gerhard Steidl et la Fondation Jakob Tuggener. 
Entre 1937 et 1970, Tuggener réalise également des films documentaires et de fictions au format 16 mm qu'il finance lui-même. Il est influencé par le cinéma expressionniste allemand des années 1920.
En 1951, Jakob Tuggener fonde le Kollegium der Schweizerischen Fotografen (Collège des photographes suisses) avec Werner Bischof, Walter Läubli, Gotthard Schuh et Paul Senn, et participe avec deux photos à l’exposition The Family of Man d’Edward Steichen, présentée au Musée d'art moderne de New York (MoMa) en 1955. 
Le photographe Robert Frank le cite comme l’« une de ses deux références majeures, avec son compatriote Gotthard Schuh » et déclare en 1989, dans un entretien avec le critique Louis Skorecki que « le plus grand photographe suisse c’est Jakob Tuggener. Il n’a publié que des livres « privés », des recueils à un exemplaire. Il a fait des séries sur les hôtels, les bals. ». Avec Gotthard Schuh, ils étaient « deux photographes très honnêtes, très droits. Deux vrais amis ».
Jakob Tuggener qui a eu « trois épouses légitimes », meurt à 84 ans à Zurich, le 29 avril 1988. Ses archives photographiques sont conservées à la Fotostiftung Schweiz, à Winterthour en Suisse.

## Publications
- Fabrik. Ein Bildepos der Technik von Jak Tuggener, Erlenbach, Rotapfel-Verlag, 1943.
  - réédition : Fabrik. Ein Bildepos der Technik von Jak Tuggener, Gœttingue, Steidl Verlag, 2011 (ISBN 9783865214935)
- Jakob Tuggener Ballnächte : Ball Nights 1934-1950, Scalo Verlag, 2005, 154 p. (ISBN 9783039390021)
- Martin Gasser, Jakob Tuggener. Books and films, 13 vol, 2 DVD, Göttingen, Steidl Verlag, Fotostiftung Schweiz, 2018, (ISBN 978-3-95829-328-1)[2]

## Expositions
Liste non exhaustive
- 1955 : The Family of Man, Musée d'art moderne de New York (MoMa) [8]
- 2000 : Jakob Tuggener. Fotografien, Kunsthaus Zürich[10]
- 2000 : Rencontres de la photographie, Arles[4]
- 2004 : Important Photographs from a Private Swiss Collection, Laurence Miller Gallery, New York
- 2005 : Ballnächte,  Musée Folkwang, Essen[11]
- 2005 : Ballnächte, Fondation suisse pour la photographie, Winterthour, Suisse[12]
- 2006 : Ballnächte, Villa Hermès, Vienne[13]
- 2015 : Fabrik : une épopée industrielle 1933-1953, Pavillon populaire, Montpellier[6]
- 2017 : Jakob Tuggener. Le temps de machines, Fotostiftung Schweiz, Winterthour, Suisse